# Nálepkovo-Peklisko
Nálepkovo-Peklisko – przystanek kolejowy znajdujący się we wsi Nálepkovo w kraju koszyckim na linii kolejowej 173 Margecany – Červená Skala na Słowacji.